# Фик Михайло Ілліч
Фик Михайло Ілліч — (30.06.1973, м. Харків, Україна) — український науковець, фахівець у галузі техніки і технологій розроблення нафтогазових родовищ. Син І. Фика. Доктор технічних наук (2021), доцент (2020). Закінчив Харківський національний університет радіоелектроніки (ХНУРЕ), 1991—1995 рр.), Івано-Франківський національний технічний університет нафти і газу (ІФНТУНГ. 2003—2005 рр.).
Основні напрямки наукових досліджень:
- зменшення енерговитрат систем видобування та транспортування вуглеводнів та інших природних енергоресурсів з урахуванням сезонних чинників;
- вдосконалення та оптимізація технологій для раціональнішого вилучення флюїдів та наявних енергоресурсів з продуктивних горизонтів родовищ свердловинами;
- підвищення показників енергоефективності, екологічної безпеки та сталого розвитку технологічних процесів та промислових зон виробничих підприємств видобування, транспортування та зберігання традиційних та нетрадиціних енергоресурсів.

## Професійна кар'єра
- ВО «Харківгазвидобування» АТ «Укргазпром», 1995—1998 рр., посада: інженер.
- УМГ «Харківтрансгаз», 1998—2009 рр., посада: старший інженер
- ТОВ «Карпатигаз» 2009—2018 рр., посада: заступник начальника проектного відділу

- З 2018 — у НТУ «Харківський політехнічний інститут» на посаді доцента. Бере активну участь у науково-дослідних роботах, програмах та виробничих проектах ряду установ та компаній нафтогазового профілю, зокрема — Інституту транспорту газу, УкрНДІгаз, ТОВ «Комунтех» та інш.

- У період 2005—2010 рр. без відриву від виробництва провів комплексні дослідження на об'єктах УМГ «Харківтрансгаз» ПАТ «Укртрнасгаз» та захистив дисертацію кандидата наук на тему «Зменшення енерговитрат газотранспортних систем з урахуванням сезонних чинників»[2].

- З 2011 до 2018 року продовжував теоретичні та прикладні дослідження на об'єктах спільної діяльності ТОВ «Карпатигаз» з ПАТ «Укргазвидобування», за результатами яких у 2019—2021 рр. підготував і 2021 р. захистив докторську дисертацію на тему «Теоретичні основи процесів тепломасообміну раціонального вилучення геотермальних флюїдів вуглеводневих свердловин».[3]

Працює у Харківському національному технічному університеті.

## Вибрані праці
- Основы технологий R&D проектирования и эксплуатации подземных хранилищ нефти и газа. X., 2014 (у співавторстві);
- Петрофизика нефтегазовых коллекторов и флюидоупоров. Х., 2015. (у співавторстві);
- Основы межпромыслового транспорта газа. Х., 2015 (у співавторстві); Розробка та експлуатація нафтових та нафтогазових родовищ X., 2019 (у співавторстві);
- Основи транспорту природних вуглеводнів. Х. 2019 (у спіавторстві);
- Specifying the Methods to Calculate Thermal Efficiency of a Dual Production Well System «Fluid-Geoheat», Братислава, 2021 (у спіавторстві).